# Яламов, Юрий Иванович
Юрий Иванович Яламов (20 апреля 1932 года, Новочеркасск — 2 февраля 2009 года, Москва) — ведущий российский учёный в области теоретической физики неоднородных аэродисперсных систем и кинетической теории неоднородных газов, заслуженный деятель науки РФ, профессор, доктор физико-математических наук.

## Биография
Отец: Иван Понаётович (1906—1940) — председатель облисполкома г. Орла и Орловской области.
Мать: Эмма Вартановна (1913—1943) — актриса.
В 11 лет остался сиротой. Воспитывался дядей.
В 1956 году поступил в МИФИ на факультет теоретической и экспериментальной физики, который окончил с отличием.
В 1957-59 — аспирант, а в 1964 году защитил кандидатскую диссертацию на тему «Влияние дискретности заряда на поведение полимеров» (присвоено звание кандидата физико-математических наук).
В 1968 году защитил докторскую диссертацию на тему «Теория движения аэрозольных частиц в неоднородных газах» (присвоено звание доктора физико-математических наук).

## Научная деятельность
- 1956—1960 — ассистент МИФИ;
- 1961—1967 — ассистент Московского химико-технологического института;
- 1967—1973 — младший, затем старший научный сотрудник Института физической химии АН СССР;
- 1973—1976 — заведующий кафедрой теоретической физики Калининского государственного университета;[3][4]
- 1976—1990 — заведующий кафедрой теоретической физики в МГОУ.[5]

Профессор Яламов проводил большую научно-методическую работу, являясь председателем докторского диссертационного совета по физике и кандидатского диссертационного совета по экологии в МГОУ, членом докторского диссертационного совета по механике в Московском авиационном институте, членом экспертного совета по физике Высшей аттестационной комиссии Российской Федерации. Автор и соавтор более 700 научных работ и публикаций, в том числе 50 книг, учебников и монографий. Под руководством Яламова было защищено 18 докторских и более 60 кандидатских диссертаций. Работы Ю. И. Яламова и его учеников в области физики дисперсных систем и физической кинетики опубликованы в ряде научных изданий и переведены на многие языки.

Юрий Иванович занимал должность проректора по научной работе университета в течение 18 лет. 

Профессор Яламов Ю. И. обладал высокими человеческими качествами, всегда старался помочь словом и делом, отличался исключительной добротой к окружающим.
— Ректорат МГОУ, физико-математический факультет

## Основные труды
- Яламов Ю. И. Теория движения аэрозольных частиц в неоднородных газах — Докторская диссертация М., 1968.
- B.V.Deriaguin, Yu.I.Yalamov, The Theory of Thermophoresis and Diffusiophoresis of Aerosol Particles and Their Experimental Testing // International Reviews in Aerosol Physics and Chemistry. 1972, vol.3, Part 2, Pergamon Press, p.p. 1-2000, Oxford New York — Toronto — Sydney — Braunschweig.
- Яламов Ю. И., Гайдуков М. Н. Об испарении с плоской поверхности жидкости в бинарную газовую смесь. // В сборнике «Физика аэродисперсных систем и физическая кинетика». Калинин, КГУ, 1975.
- Яламов Ю. И., Юшканов А. А. Тепловое скольжение бинарной газовой смеси вдоль искривленной поверхности. // В сборнике «Физика аэродисперсных систем и физическая кинетика», МОПИ им. Н. К. Крупской. вып. 2, с. 162—175, М, 1978.
- Агванян Ю. М., Яламов Ю. И. Теория движения капель растворов в неоднородных по температуре бинарных вязких средах. // В сборнике «Физика аэродисперсных систем и физическая кинетика», МОПИ им. Н. К. Крупской. М., 1978, вып. 2, с. 31-39.
- Яламов Ю.И, Татевосян A.M., Гайдуков М. Н. Термофорез двухслойной аэрозольной частицы при наличии фазового перехода на её поверхности. // В сборнике «Физика аэродисперсных систем и физическая кинетика». МОПИ им. Н. К. Крупской. М, 1979, с. 70-91.
- Агванян Ю. М., Яламов Ю. И. Гравитационное движение испаряющейся или конденсирующейся капли раствора в вертикально поле градиента температуры. // В сборнике «Физика аэродисперсных систем и физическая кинетика». МОПИ им. Н. К. Крупской. М., 1979, с. 43-58.
- Ханухова Л. В., Яламов Ю. И., Галоян B.C. Термодиффузиофорез капель концентрированных растворов. // В сборнике «Физика аэродисперсных систем и физическая кинетика» МОПИ им. Н. К. Крупской. М., 1981, вып. 5, с. 113—183.
- Яламов Ю. И., Скачков И. М., Щукин Е. Р. Диффузиофорез системы крупных аэрозольных частиц произвольной формы. // В сборнике «Физика дисперсных систем и физическая кинетика». М., 1983, вып. 7, ч. 1, с. 206—211.
- Яламов Ю. И., Галоян В. С. Динамика капель в неоднородных вязких средах. Ереван: Луис, 1985. 207 с.
- Яламов Ю. И., Ушакова Н. Я. К теории термофореза умеренно крупных капель концентрированных растворов. // В сборнике «Физическая кинетика и гидромеханика дисперсных систем». М, 1986, с. 2-23.
- Яламов Ю. И., Чапланова И. Н. Слабо деформированная сфера в почти свободномолекулярном потоке неоднородного газа. // В сборнике «Избранные проблемы физической кинетики и гидродинамики дисперсных систем». М., 1987, с. 3-13.
- Яламов Ю. И. О влиянии коэффициента испарения на диффузиофорез летучих капель. М., 1990, 23 с.
- Алехин Е. И., Яламов Ю. И. Математические основы решения граничных задач кинетической теории многокомпонентных газов вблизи конденсированной фазы. М.: МОПИ. 1991. 150 с.
- Щукин Е. Р., Яламов Ю. И., Шулиманова З. Л. Избранные вопросы физики аэрозолей. М.: МПУ, 1992. 297 с.
- Яламов Ю. И., Терехина Е. Ю. Теория движения крупной твердой двухслойной сферической аэрозольной частицы в поле электромагнитного излучения. М.: МПУ, 1995, 32 с.